# Мил Сити (град, Орегон)
Мил Сити (на английски: Mill City) е град в окръг Лин, щата Орегон, САЩ. Мил Сити е с население от 1537 жители (2000) и обща площ от 2 km². Намира се на 253,6 m надморска височина. ЗИП кодът му е 97360, а телефонният му код е 503.